# Brenda Morehead
Brenda Morehead (Brenda Louise Morehead; * 5. Oktober 1957 in Monroe, Louisiana) ist eine ehemalige US-amerikanische Sprinterin.
1975 siegte sie bei den Panamerikanischen Spielen in Mexiko-Stadt in der 4-mal-100-Meter-Staffel.
Bei den Olympischen Spielen 1976 in Montreal erreichte sie über 100 m das Halbfinale.
1979 gewann sie bei den Panamerikanischen Spielen in San Juan Silber über 100 m und siegte erneut mit der US-Stafette.
1976 wurde sie US-Meisterin über 100 m, 1977 und 1978 US-Hallenmeisterin über 60 Yards.

## Persönliche Bestzeiten
- 100 m: 11,08 s, 21. Juni 1976, Eugene
- 200 m: 22,38 s, 12. April 1980, Nashville